# Юй Гэньвэй
Юй Гэньвэй (кит. упр. 于根伟, пиньинь Yú Gēnwěi; род. 7 января 1974, Тяньцзинь) — китайский футболист, атакующий полузащитник, выступал за сборную Китая. Известен выступлениями за «Тяньцзинь Тэда».

## Клубная карьера
Начинал свою футбольную карьеру в 1994 году в «Тяньцзинь Тэда», где быстро зарекомендовал себя в качестве атакующего полузащитника, забил 10 голов и помог «Тяньцзинь» выйти в Лигу Цзя А. Он помог клубу уверенно закрепиться в первой половине турнирной таблице. В 1996 году Юй Гэньвэй стал лучшим молодым игроком Китайской футбольной ассоциации. В следующем году «Тяньцзинь» был разочарованием сезона — заняв одиннадцатое место клуб вернулся в Лигу Цзя-Б. Но уже в 1998 году вернулись обратно в Лигу Цзя А, выиграв Лигу Цзя-Б. Завершил карьеру в 2005 году.

## Карьера за сборную
После того как Юй Гэньвэй стал лучшим молодым игроком Китайской футбольной ассоциации в 1996 году, он получил приглашение в основную сборную Китая. Дебют за сборную состоялся 30 августа 1997 года в товарищеском матче против Южной Кореи (0:0). Но после неудачных матчей квалификации на чемпионат мира 1998 и вылета «Тяньцзинь Тэда» в Лигу Цзя-Б Юй Гэньвэя не вызывали в сборную. Только после того как «Тяньцзинь» вернулся в Лигу Цзя А ему дали ещё один шанс. Новый главный тренер сборной Бора Милутинович включил его в состав на товарищеский матч против КНДР 3 августа 2001 года (2:2). После этого матча он зарекомендовал себя как игрока основы. Был включен в сборную на чемпионат мира 2002 года в Южной Корее / Японии.

### Голы за сборную
| №  | Дата           | Место                   | Соперник | Счёт | Результат | Турнир                  |
| -- | -------------- | ----------------------- | -------- | ---- | --------- | ----------------------- |
| 1. | 7 октября 2001 | Улихэ, Шэньян, Китай    | Оман     | 1–0  | 1–0       | Квалификация на ЧМ 2006 |
| 2. | 17 ноября 2004 | Тяньхэ, Гуанчжоу, Китай | Гонконг  | 6–0  | 7–0       | Квалификация на ЧМ 2006 |

## Достижения

### Клубные
- Чемпион Лигу Цзя-Б: 1998

### Индивидуальные
- Лучший молодой игрок Китайской футбольной ассоциации: 1996